# Un cuento perfecto (serie de televisión)
Un cuento perfecto es una serie de televisión por internet española de comedia romántica escrita por Marina Pérez y dirigida por Chloe Wallace para Netflix, basada en la novela del mismo nombre de Elísabet Benavent. Está producida por Plano a Plano y protagonizada por Anna Castillo, Álvaro Mel, Ana Belén, Lourdes Hernández "Russian Red", Ingrid García-Jonsson, Ane Gabarain y Elena Irureta. Se estrenó en Netflix el 28 de julio del 2023.

## Trama
Margot (Anna Castillo) es la heredera de un importante imperio hotelero. David (Álvaro Mel) subsiste con tres trabajos y durmiendo en el sofá de sus mejores amigos. Cuando la casualidad hace que sus caminos se unan, descubrirán que tienen en común más de lo que ellos creen y que son los únicos capaces de ayudarse mutuamente a recuperar sus parejas.

## Reparto[1]

### Reparto principal
- Anna Castillo como Margarita "Margot" Ortega Ortiz de Zárate
- Álvaro Mel como David

##### Con la colaboración especial de
- Ana Belén como la madre de Margot (Episodio 1; Episodio 3)

### Reparto secundario
- Ingrid García-Jonsson como Candela "Cande" Ortega Ortiz de Zárate
- Lourdes Hernández como Patricia "Patri" Ortega Ortiz de Zárate (Episodio 1 - Episodio 3; Episodio 5)
- Jimmy Castro como Iván (Episodio 1 - Episodio 2; Episodio 5)
- Tai Fati como Domi (Episodio 1 - Episodio 2; Episodio 5)

### Reparto episódico
- Ane Gabarain como Asun (Episodio 1 - Episodio 2)
- Elena Irureta como Amparo (Episodio 1 - Episodio 2)
- Lydia Pavón como Idoia (Episodio 1)
- Javier Albalá como Detective (Episodio 2 - Episodio 4)
- Claudia Traisac como Cristina (Episodio 5)

##### Con la colaboración especial de
- Mario Ermito como Filippo (Episodio 1 - Episodio 3; Episodio 5)

## Capítulos
| N.º | Título                           | Dirigido por  | Escrito por  | Fecha de lanzamiento original |
| --- | -------------------------------- | ------------- | ------------ | ----------------------------- |
| 1   | «No nos buscaremos»              | Chloe Wallace | Marina Pérez | 28 de julio de 2023           |
| 2   | «¿Qué se supone que debo hacer?» | Chloe Wallace | Marina Pérez | 28 de julio de 2023           |
| 3   | «¿Amigos?»                       | Chloe Wallace | Marina Pérez | 28 de julio de 2023           |
| 4   | «Fecha de caducidad»             | Chloe Wallace | Marina Pérez | 28 de julio de 2023           |
| 5   | «La decisión»                    | Chloe Wallace | Marina Pérez | 28 de julio de 2023           |

## Producción
El 22 de abril de 2021, Netflix anunció que estaba desarrollando tres adaptaciones a serie de tres libros españoles: Un cuento perfecto, de Elísabet Benavent; Hija del camino, de Lucía Asué Mbomio Rubio; y La chica de nieve, de Javier Castillo. En noviembre de 2022, Netflix anunció que el rodaje de Un cuento perfecto había comenzado, con Anna Castillo y Álvaro Mel como protagonistas y con la participación de la cantante Russian Red.

## Lanzamiento
El 10 de mayo de 2023, Netflix anunció las fechas de estreno de la tercera temporada de Valeria y de Un cuento perfecto, previstos para el 2 de junio y el 28 de julio de 2023, respectivamente.